# دونالد جی کسلر
دونالد جی کسلر (انگلیسی: Donald J. Kessler) یک اخترفیزیکدان اهل ایالات متحده آمریکا و دانشمند سابق ناسا است که به خاطر تحقیقاتش دربارهٔ زباله‌های فضایی شناخته شده‌است که اثر کسلر به افتخار وی نامیده شده‌است. کسلر در مرکز فضایی جانسون در هیوستون تگزاس فعالیت می‌کرد. در سال ۱۹۹۶ کستلر از ناسا بازنشسته شد و هم‌اکنون در اشویل، کارولینای شمالی زندگی می‌کند.